# Мусабаев, Мухтар Набиевич
Мухтар Набиевич Мусабаев (узб. Muxtor Nabiyevich Musaboyev; 21 декабря 1929, Фергана — 12 августа 2005, Ташкент) — советский узбекский скульптор, Заслуженный деятель искусств Узбекской ССР, член Союза художников СССР.

## Биография
С 15 лет, после того, как репрессировали отца, работал помощником бухгалтера в колхозе; затем — на текстильной фабрике в Ташкенте. Окончил вечернюю школу, самостоятельно выучил русский язык. Окончил Ташкентское художественное училище, затем — Ташкентский театрально-художественный институт, отделение скульптуры.
Мухтар Мусабоев, Дамир Рузыбаев, Ахмед Шаймурадов и Агулбек Тоиров — ученики ташкентского скульптора Филиппа Ивановича Грищенко:17}

### Семья
Родился в семье учителей, старший из 4 детей.

Жена — Асия Сайфиевна Амирханова (1935—2010);
- дочь Лилия (р. 1959), сын Рустам (р. 1964).

## Творчество
Известны работы:
- памятник Улугбеку (гранит; Самарканд, 1970)[4]
- «Девушка с рубабом» (гипс, 1968; Музей искусств Узбекистана, Ташкент)

Памятник Улугбеку (Самарканд, 1970)